# ازمة (مسلسل)
ازمة أو ازمة: مكتب الأمن العام وحدة التحقيق الخاصة (باليابانية: CRISIS 公安機動捜査隊特捜班) دراما أكشن وتحقيق يابانية من بطولة شون أوغوري وهيدتوشي نيشيجيما وكتابة كازيكي كانيشيرو عرضت على قناة تلفزيون فوجي في 11 نيسان 2017. وكذلك عرضت في أكبر سوق محتوى مرئي في العالم MIPTV، الذي مقره كان-فرنسا، في 4 نيسان 2017 قبل بثها في اليابان في الشهر نفسه، هذه أول دراما اسيوية تُعرض بشكل بارز خلال الحدث منذ بدئه في 1963. في العادة فقط المسلسلات من الولايات المتحدة وأوروبا تعرض فيه.

## القصة
وحدة التحقيق الخاصة هي قوة سرية تتألف من اختصاصيين بمجالات متعددة. الوحدة تخضع مباشرة لسيطرة رئيس مكتب امن شرطة العاصمة طوكيو ومن بين اعضائها المحقق اينامي اكيرا الذي تعرض لصدمة حادة في مهمة خلال وقت خدمته في قوات الدفاع الذاتي، أيضا في الوحدة المحقق تامورا سابورو الذي تم امره بالانتقال من وحدة الشؤون الخارجية في مكتب الأمن العام على اثر حادثة، هذان الرجلان سيجدان نفسيهما بمواجهة قضايا غير عادية ستهز البلاد باسرها، قضايا مثل الإرهاب والجماعات الدينية الجديدة والجواسيس وتجار المخدرات.

## الممثلون
- هيدتوشي نيشيجيما بدور تامورا سابورو.[1][3]
- شون أوغوري بدور اينامي اكيرا.[1][3]

## نسب المشاهدة
| الحلقة 1            | 11 نيسان 2017 | 巨悪爆弾テロ事件を防げ!特捜班始動! | 13.9% |
| الحلقة 2            | 18 نيسان 2017 | 暗殺の真相を暴け                   | 11.2% |
| الحلقة 3            | 25 نيسان 2017 | 議員襲撃!テロ阻止せよ              | 12.0% |
| الحلقة 4            | 2 أيار 2017   | 要人警護！罪と罰の結末             | 08.4% |
| الحلقة 5            | 9 أيار 2017   | 潜入捜査の黒い罠                   | 10.3% |
| متوسط نسبة المشاهدة |               |                                    |       |

## روابط أضافية
- ازمة على موقع نتفليكس (الإنجليزية)

- الموقع الرسمي